# Cardepia canaria
Cardepia canaria là một loài bướm đêm trong họ Noctuidae.